# Бараниковка (Беловодский район)
Бара́никовка (укр. Бараниківка) — село, относится к Беловодскому району Луганской области Украины.

## История
Слобода Бараниковская являлась центром Бараниковской волости Старобельского уезда Харьковской губернии Российской империи.

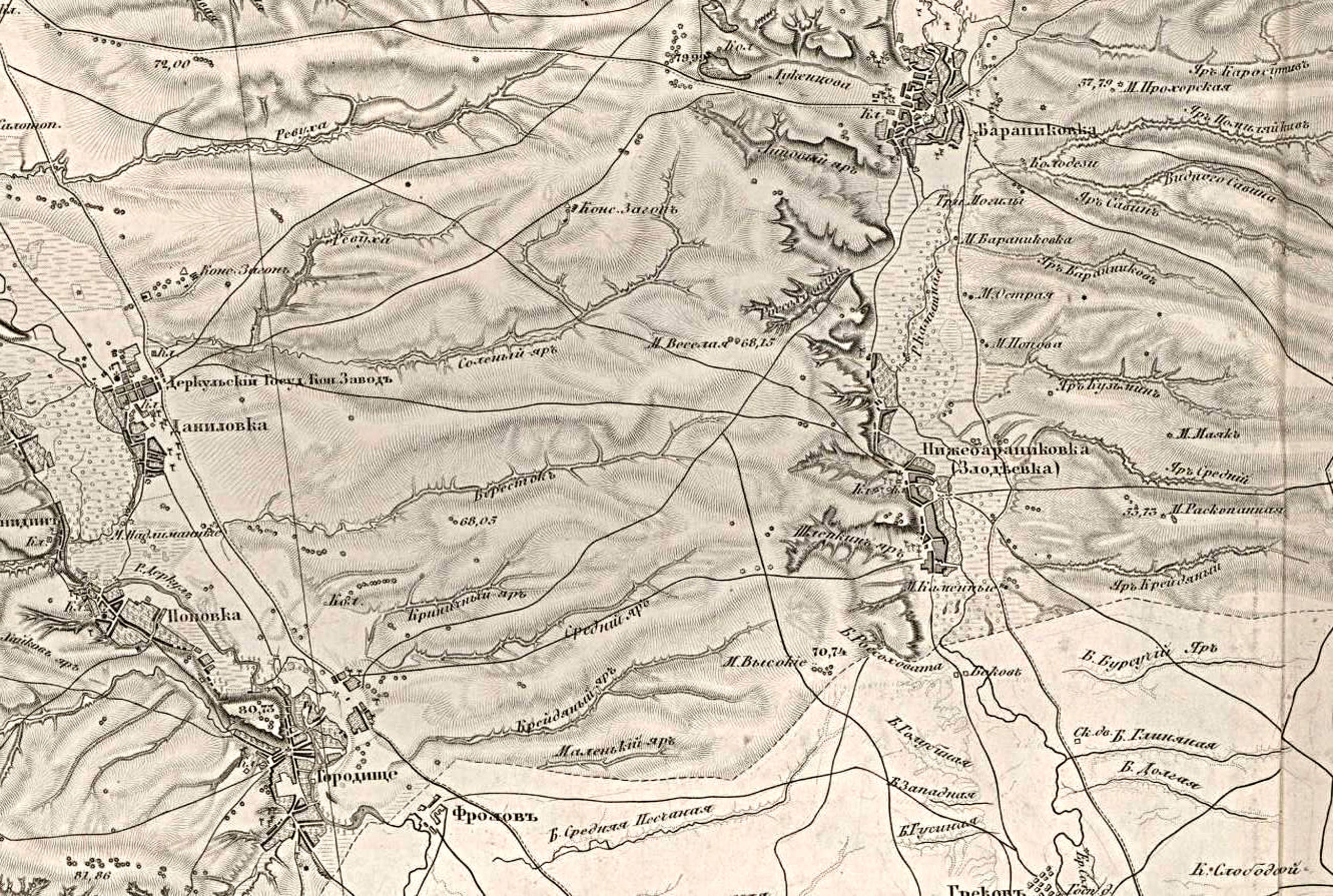
Бараниковка на карте XIX века

Население по переписи 2001 года составляло 1544 человека.

## Местный совет
92830, Луганська обл., Біловодський р-н, с. Бараниківка.